# Barajul Șuta
Barajul Șuta este realizat pe râul Fitod, lângă municipiul Miercurea Ciuc. Lacul are un volum de 180 mii metri cubi și este utilizat pentru pescuit și agrement.